# Томас Релер

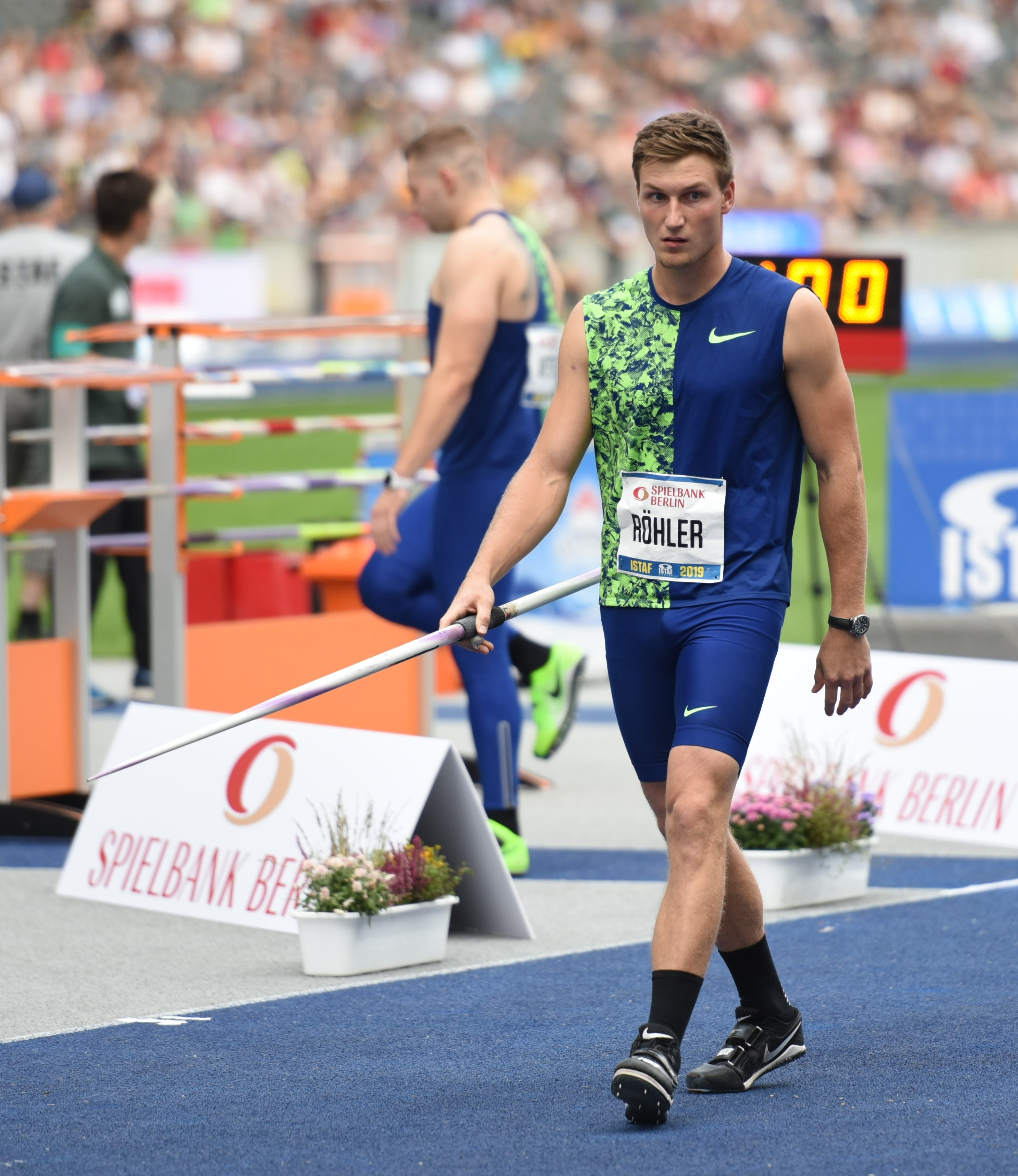
Релер, 2019

Томас Релер (нім. Thomas Röhler, нар. 2 квітня 1994, Єна, Німеччина) — німецький легкоатлет, що спеціалізується на метанні списа, олімпійський чемпіон 2016 року, національний рекордсмен.

## Кар'єра
20 серпня 2016 року на Олімпійських іграх в Ріо-де-Жанейро став олімпійським чемпіоном, метнувши спис на 90 м 30 см. Цей результат на 27 см менше діючого олімпійського рекорду, який встановив Андреас Торкільдсен на Олімпійських іграх 2008 року. Окрім цього для німецьких атлетів це перша золота медаль у цій дисципліні з 1972 року, коли перемогу здобув Клаус Волферманн.
5 травня 2017 року на першому етапі Діамантової ліги, що відбувався у Досі, метнув спис на 93 м 90 см, чим встановив новий національний рекорд та став другим найкращим метальником в історії (після Яна Железного). Цей результат шостий в історії та найкращий за останні 20 сезонів.
Основні досягнення
| Рік  | Чемпіонат                     | Місце проведення         | Місце  | Результат |
| ---- | ----------------------------- | ------------------------ | ------ | --------- |
| 2010 | Чемпіонат світу серед юніорів | Монктон, Канада          | 9      | 69.93 м   |
| 2011 | Чемпіонат Європи серед молоді | Острава, Чехія           | 7      | 78.20 м   |
| 2012 | Чемпіонат Європи              | Барселона, Іспанія       | 13 (q) | 78.89 м   |
| 2013 | Чемпіонат світу               | Москва, Росія            | 29 (q) | 74.45 м   |
| 2014 | Чемпіонат Європи              | Цюрих, Німеччина         | 12     | 70.31 м   |
| 2015 | Чемпіонат світу               | Пекін, Китай             | 4      | 87.41 м   |
| 2016 | Чемпіонат Європи              | Амстердам, Нідерланди    | 5      | 80.79 м   |
| 2016 | Олімпійські ігри              | Ріо-де-Жанейро, Бразилія | 1      | 90.30 м   |

## Найкращі особисті результати за роками
- 2010 — 76.37
- 2011 — 78.20
- 2012 — 80.79
- 2013 — 83.95
- 2014 — 87.63
- 2015 — 89.27
- 2016 — 91.28
- 2017 — 93.90